# Bustul lui Ion Grămadă din Stroiești

Bustul eroului Ion Grămadă din Stroiești

Bustul eroului Ion Grămadă din Stroiești este un monument ridicat în anul 2007 în memoria scriitorului și publicistului bucovinean Ion Grămadă (1886-1917), voluntar în Armata Română, căzut pe front în lupta de la Cireșoaia. El se află pe o culme de lângă DN17 (E58), în dreptul satului Stroiești din județul Suceava.

## Istoric

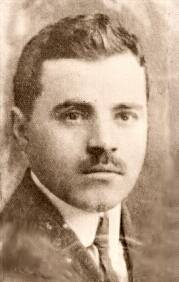
Ion Grămadă

După intrarea României în primul război mondial, scriitorul și publicistul bucovinean Ion Grămadă (1886-1917), născut în satul Zaharești, a trecut granița în România, s-a înrolat voluntar în Armata Română și a cerut să fie trimis în linia întâi a frontului pentru a lua parte la eliberarea teritoriilor locuite de români. La 27 august 1917, aflat la comanda unui pluton al vânătorilor de munte, el a căzut în luptă pe câmpul de la Cireșoaia, în timpul unui asalt al trupelor române spre înălțimile Cireșoaia și Cosna. A fost îngropat de camarazi într-o poiană a locului.
La 20 iunie 1926, rămășițele sale pământești au fost aduse la Suceava și îngropate cu onoruri în cimitirul orașului.
În anul 1937, profesorul Dimitrie Marmeliuc, camarad de armată al eroului, scria următoarele: "Un monument lui Ion Grămadă pe pământul Bucovinei, iată care este datoria noastră, a tuturora".
În anul 2004, scriitorul Ion Drăgușanul a deschis un cont pentru ridicarea unui monument al eroului Ion Grămadă, în care nu a depus nimeni timp de doi ani nici un leu. La sfârșitul lunii octombrie a anului 2006, el a lansat campania „Pentru memoria Bucovinei”, apelând la conducătorii județului Suceava pentru a aloca fonduri în scopul realizării monumentului. Printre primii care au contribuit cu bani la construirea monumentului s-au numărat prefectul județului Suceava, Orest Onofrei (care a contribuit cu suma de 1000 RON), și primarul municipiului Câmpulung Moldovenesc, Constantin Gabriel Șerban.
În noiembrie 2006, Asociația Culturală „Bucovina viitoare” a lansat un concurs de proiecte pentru un bust al lui Ion Grămadă, la care erau invitați toți sculptorii bucovineni. Propunerile erau așteptate a fi depuse până la data de 28 noiembrie (când se aniversau 88 ani de la data când Congresul General al Bucovinei a adoptat moțiunea privind unirea necondiționată a Bucovinei cu Regatul României) la Centrul Județean pentru Conservarea și Promovarea Culturii Tradiționale Suceava. Bustul a fost realizat de către sculptorul Cezar Popescu după câteva fotografii de epocă. Costurile de execuție s-au ridicat la suma de 25.000 lei, banii provenind din donații și din sumele obținute de scriitorul Ion Drăgușanul din vânzarea volumului „Mărturisitorii”, pe care l-a publicat în vara anului 2007.
Bustul eroului Ion Grămadă a fost inaugurat la 26 august 2007, puțin după ora prânzului, pe un amplasament situat pe o culme de lângă DN17 (E58) care străbate comuna Stroiești, „astfel ca toți călătorii să-l poată vedea pe Eroul Bucovinei pășind pe cer”. Cu prilejul dezvelirii monumentului, un sobor de patru preoți a celebrat și o slujbă de pomenire a eroului și de binecuvântare a bustului. La acest eveniment au participat subprefectul Ștefan Alexandru Băișanu, sculptorul Cezar Popescu, scriitorul și publicistul Ion Drăgușanul, primarul și viceprimarul comunei Stroiești, Ștefan Crainiciuc și Ion Băițan, membri ai familiei scriitorului și numeroși localnici.
Monumentul este alcătuit din bustul din beton al eroului Ion Grămadă, flancat de două postamente placate cu marmură albă, pe care sunt trecute numele unor eroi (Iustin Breabăn, Ion Grămadă, Lascăr Luția, Ambrozie Micuțariu, Silvestru Micuțariu, Dumitru Mihalaș, Vasile Popescu, Teodor Turturean, Aurel Tudor) și martiri (Traian Brăileanu, Dumitru Catană, Grigore Filimon, Em. Grigorovitza, Vladimir Macoviciuc, Gherasim Nicoară, Iancu Nistor) ai Bucovinei. Ion Grămadă este reprezentat în uniformă militară și având pe cap un chipiu.
La 27 august 2009, scriitorul Ion Drăgușanul, împreună cu reprezentanții Centrului Cultural Bucovina - Secția Centrul pentru Conservarea și Promovarea Culturii Tradiționale (CCPCT) Suceava și cu primarul comunei Stroiești, Ion Băițan, au depus o coroană de flori cu tricolor la monumentul eroului bucovinean.

## Imagini

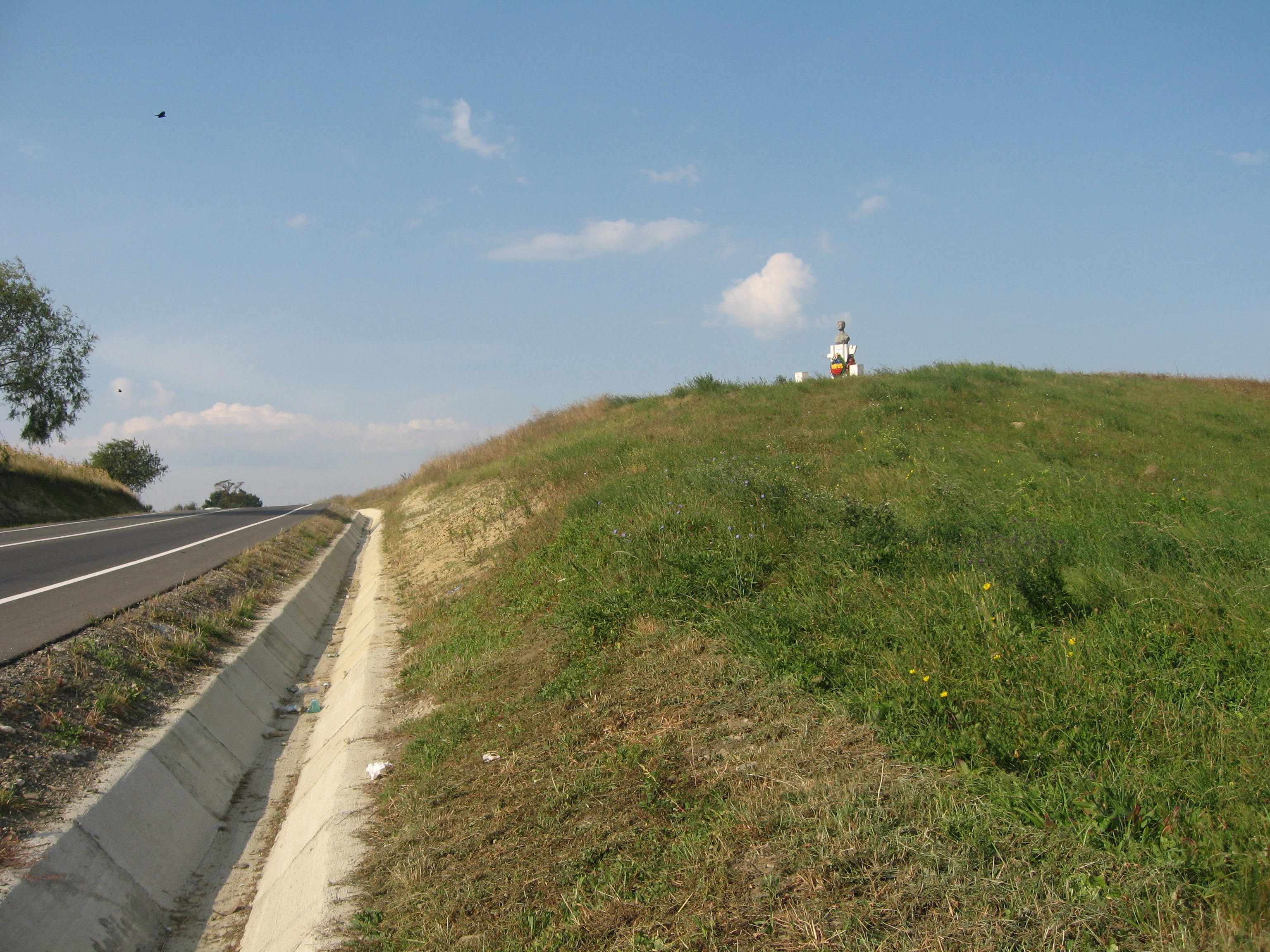
Culmea de deal pe care se află bustul eroului Ion Grămadă
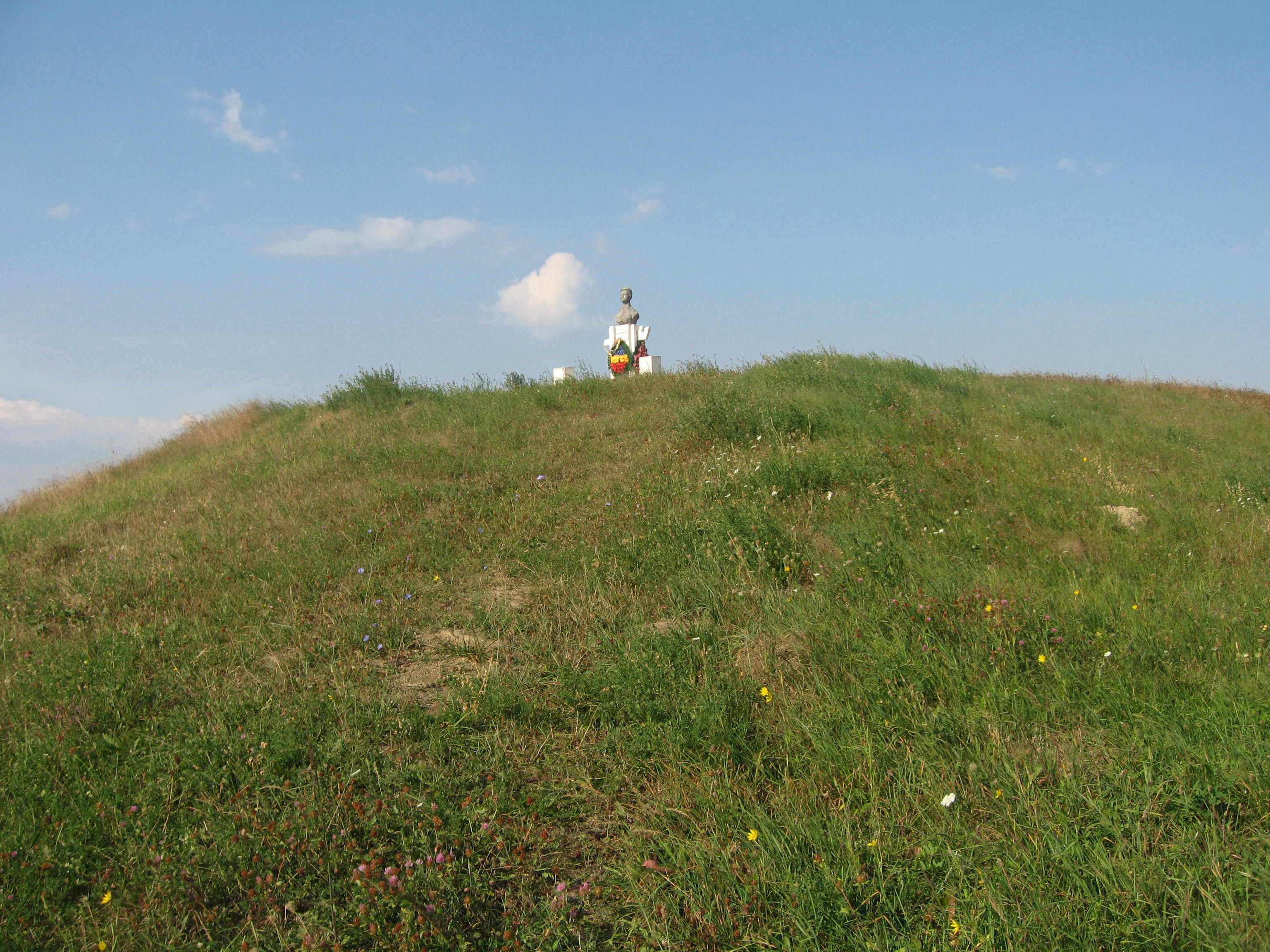
Culmea de deal pe care se află bustul eroului Ion Grămadă
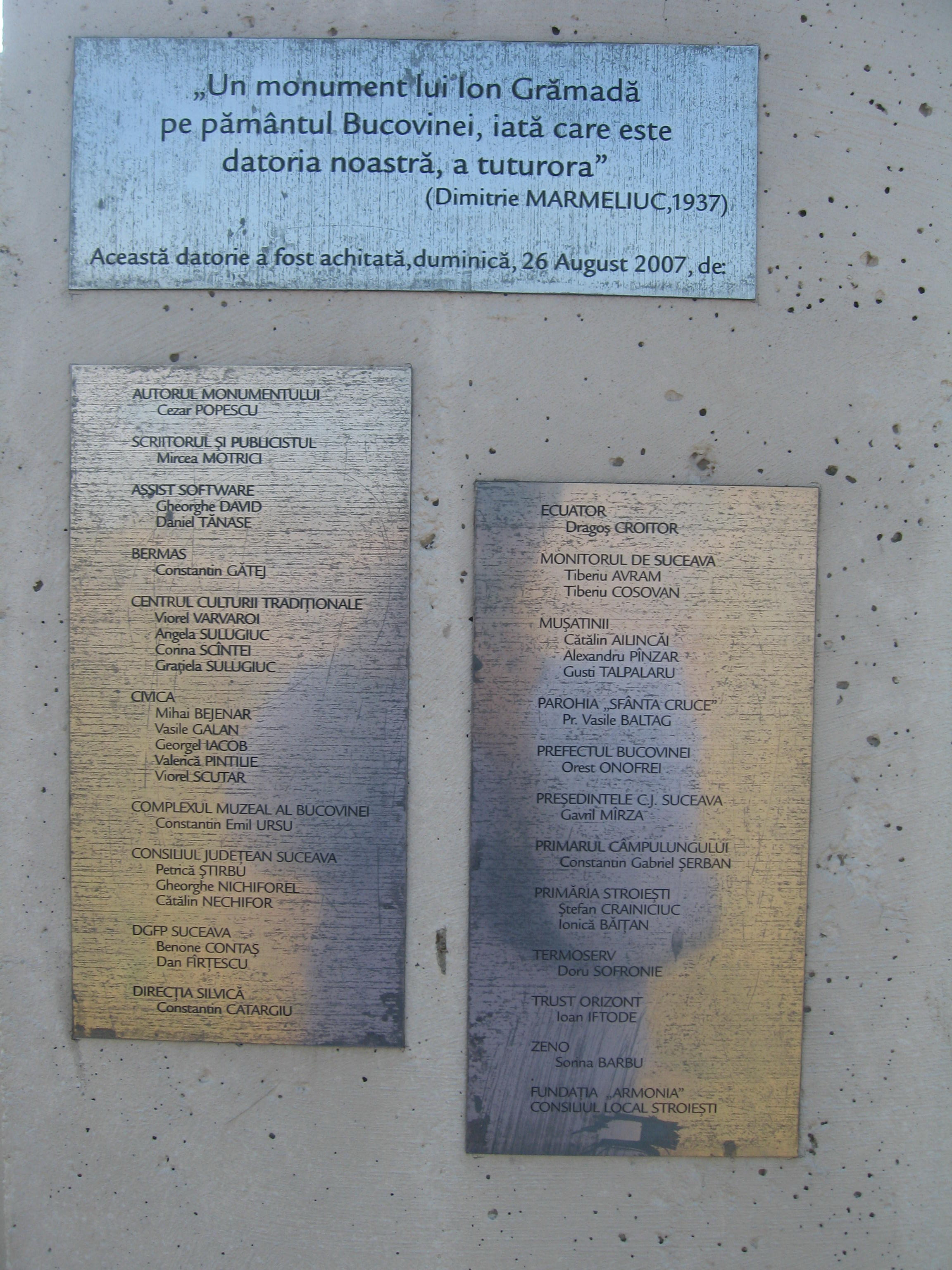
Lista cu cei care au contribuit la realizarea bustului